# Auf den Marmorklippen

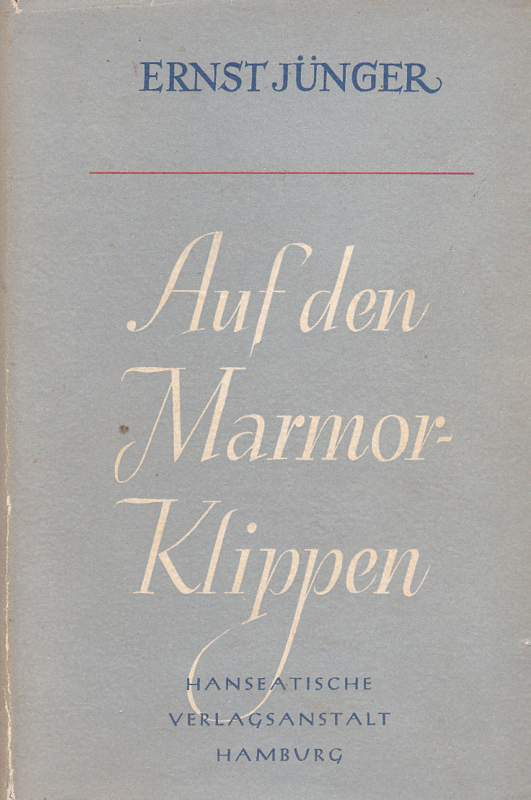
Auf den Marmorklippen. Schutzumschlag der Originalausgabe von 1939

Im Erzählwerk Auf den Marmorklippen aus dem Jahr 1939 beschreibt Ernst Jünger eine fiktive Gesellschaft im Umbruch. Im Zentrum steht die hochentwickelte Zivilisation am Ufer eines Binnensees, der Großen Marina. Sie pflegt enge Beziehungen zu einem halbnomadischen Hirtenvolk, dessen Weidegründe, durch die Marmorklippen abgetrennt, im Norden liegen. Jenseits davon erstreckt sich der Wald des Oberförsters, eine Zufluchtsstätte gesellschaftlicher Außenseiter. Der Ich-Erzähler lebt zurückgezogen mit seinem Bruder und seinem Sohn auf den Marmorklippen und widmet sich der botanischen Wissenschaft. Das idyllisch geschilderte Leben an der Marina wird durch die Erosion der Werte und Traditionen bedroht. Den kulturellen Niedergang macht sich der Oberförster zunutze, um das Gebiet unter seine Kontrolle zu bringen. Der Fürst Sunmyra wird über dem Versuch, die alte Ordnung zu verteidigen, zum Märtyrer. Im Gegenzug lässt der Oberförster die Marinakultur in einer Brandkatastrophe untergehen.
Das Erzählwerk kann als dystopisch-apokalyptische Parabel auf den Nationalsozialismus und andere despotische Herrschaftsformen verstanden werden. Nicht nur Jünger selbst maß seinem Werk im Nachhinein eine darüber hinausgehende geschichtsphilosophische Erklärungsmacht bei, die den Totalitarismus im Sinne Hannah Arendts mit erfassen würde.
Das Werk gilt als typisch für Jüngers Ästhetizismus, der der Vernichtung Gelassenheit oder innere Emigration gegenüberstellt. Stilisiert wird dabei das aus den Erfahrungen des Ersten Weltkriegs gewonnene Lebensgefühl, dem drohenden Untergang ins Auge zu blicken und dennoch seine Wertmaßstäbe beizubehalten.

## Inhalt

### Überblick
Der Ich-Erzähler blickt zurück auf sein Leben im Land der Großen Marina mit ihren alten Hafenstädten und Weinbergen und der sich nördlich anschließenden Campagna. Dabei lassen sich vier Abschnitte unterscheiden:
1. Die alte Bauern- und Hirtengesellschaft, ihre Traditionen und Gesetze (Kap. 1–9).
2. Die Zeit des Zerfalls der Gesellschaft und der geistigen Autoritäten und die Unruhen durch die vom Oberförster und seinen Mauretaniern angestifteten Banden der „Waldgelichter“ (Kap. 9–19). Eingeblendet in diese Schilderungen sind drei Rückblicke
a) auf die frühere geistige Nähe des Erzählers zur Macht- und Kampfes-Ideologie des Oberförsters und seine Mitgliedschaft im soldatischen Mauretanier-Orden, einer elitären Geheimgesellschaft (Kap. 7),
b) auf den gescheiterten Feldzug gegen die freiheitsliebende Landbevölkerung im Gebirge von Alta Plana, an dem der Erzähler und sein Bruder Otho als Purpurreiter teilnahmen. Dort hatte er eine Affäre mit Lampusas Tochter Silvia, der Mutter seines Sohnes Erio (Kap. 5),
c) auf die Rückkehr des Erzählers nach Marina vor sieben Jahren (Kap. 13).
3. Der Kampf Sunmyras, des Fürsten von Neuburgund, gegen den Oberförster (Kap. 20) und der Zug des Erzählers mit dem Hirtenpatriarchen Belovar in die Waldregion (Kap. 21–25). Die anschließende Eroberung und Zerstörung der Campagna und der Marina durch die Milizen des Oberförsters (Kap. 26–29).
4. Die Emigration der Brüder aus dem besetzten Marina nach Alta Plana südlich des Sees (Kap. 30).

### Exposition
Zu Beginn spricht der Erzähler seine Leser an und erzeugt eine Atmosphäre der gemeinsamen Erfahrung: „Ihr alle kennt die wilde Schwermut, die uns bei der Erinnerung an Zeiten des Glückes ergreift. Wie unwiderruflich sind sie doch dahin“. Dann schildert er ein traditionelles Weinfest in den Städtchen und Dörfern der Marina und den Heimweg über die Rebhügel zur Rautenklause auf den Marmorklippen. Es folgt die Beschreibung des Lebens auf den Marmorklippen an einem Sommertag. Dort lebt er mit seinem Bruder Otho beim Pflanzenstudium in symbiotischer Gemeinschaft, zusammen mit seinem unehelichen Sohn, dem kleinen Erio, und dessen Großmutter Lampusa, die den Haushalt besorgt. Beide haben magische Kräfte und können Giftschlangen, Lanzenottern, beschwören. Hier sammeln die Forscher in ihrem Herbarium Pflanzen der Gegend, bestimmen sie mit Hilfe der Bücher ihrer Bibliothek und suchen in mystischer Einfühlung nach der Sprache der Natur, d. h. nach den Grundformen und ewigen Gesetzen des Lebens. Von den Zinnen der Klippen überschauen sie das nördliche und südliche Umland, in dem die Handlung spielt. Mit einem Panorama, das die gesamte Landschaft im Wechsel der Jahreszeiten erfasst, schließt der Erzähler die Exposition ab.

### Der Zerfall der geistigen Werte
Ab dem zehnten Kapitel wird der allgemeine Niedergang der Marina und die schrittweise Machtübernahme durch den Oberförster beschrieben. In den sieben Jahren nach dem gescheiterten Feldzug breiten sich im Weideland die Sitten des Waldgesindels aus, an der Marina gewinnen die Sippenbünde der Hirten die Oberhand. Die kulturellen Institutionen selbst geraten ins Wanken. Die bisher verehrten Dichter verlieren ihre priesterähnlichen Rollen bei festlichen Ritualen. Aus seinen Wäldern heraus steuert der Oberförster die um sich greifende Verrohung und Gewalt. Zugleich infiltrieren seine Vertrauensleute die Eliten an der Marina und bieten sich als neue Ordnungsmacht an. Der korrupte Anführer der Söldner, Biedenhorn, überlässt den Waldkapitänen des Oberförsters zunehmend die Kontrolle. Die Förster vermessen das Land an der Marina neu, denn der Oberförster will es in Urwald verwandeln.

### Der Rückzug in die Marmorklippenklause
Bereits im Feldzug kündigte sich die Abwendung des Erzählers und Othos von der Ideologie der Mauretanier an. Sie haben sich ritterlich mit Ansgar, einem ihrer Gegner, verbrüdert, denen sie die erfolgreiche Verteidigung ihrer Freiheit herzlich gönnen. Nach der Niederlage schwören sie der Gewalt ab und treten ehrenvoll aus dem Mauretanierorden aus, um als Botaniker an die Marina zurückzukehren. Als die Bedrohung durch den Oberförster wächst, sehen sie sich nach Verbündeten um. In den Weidegründen ist der Hirtenanführer Belovar ihr Vertrauter (Kap. 15). In der Marina beraten sie sich mit Pater Lampros, der als Bibliothekar eines nahgelegenen Marienklosters ein weitverzweigtes Nachrichtennetz unterhält und sie belehrt, die Stunde der Vernichtung müsse die Stunde des geistigen Lebens sein (Kap. 16).

### Die Schinderhütte
Ab Kapitel 15 läuft die Handlung chronologisch auf den Kampf mit dem Oberförster hin. Ausgelöst wird die Erkenntnis vom Ausmaß der drohenden Gefahr durch eine Exkursion der Brüder. In zunehmend bedrohlicher Umgebung erreichen sie auf der Suche nach einer seltenen Pflanze, dem roten Waldvögelein, die Rodung Köppelsbleek. Dort entdecken sie verweste Leichenteile in der mit einem Totenschädel und Händen dekorierten Schinderhütte. Es ist das von Lemuren geführte Mord- und Folterzentrum des Oberförsters, wo das Töten in leidenschaftsloser Handwerklichkeit vor sich geht (Kap. 19). Entsetzt ergreifen sie die Flucht, kehren dann aber zurück und beenden gewissenhaft die botanische Feldstudie.

### Der Besuch Sunmyras
Am nächsten Tag (Kap. 20) treffen unerwartete Gäste ein: der Mauretanier Braquemart stellt ihnen den jungen Fürsten von Sunmyra vor. Braquemart, ein kalter Nihilist und unduldsamer Techniker der Macht, plant einen Anschlag auf den Oberförster und möchte Informationen über den Feind haben. Die Brüder erzählen von ihren Beobachtungen und diskutieren die Strategien. Für beide ist ein Tyrannenmord keine Lösung, da Braquemart die gleiche Ideologie wie der Oberförster vertritt. Sie sehen die Ursache der Krise nicht im Oberförster, sondern im Zerfall der Werte. Ihrer Meinung nach kann nur ein neuer Theologe die Ordnung wieder aufbauen. Nach dem gescheiterten Feldzug nach Alta Plana haben sie sich vorgenommen, der Gewalt „allein durch reine Geistesmacht zu widerstehen“ (Kap. 15). Sunmyra sehen sie im Gegensatz zu Braquemart als wahren Vertreter der gerechten Ordnung an, doch dieser offenbart seine Pläne nicht. Im Morgengrauen ziehen die Gäste weiter.

### Der Angriff auf den Oberförster
Da Lampusa eine Botschaft von Lampros mit dem Wunsch, den Fürsten dringend zu treffen, zu spät übergibt, fürchten die Brüder, dass dieser und Braquemart unter magischer Mitwirkung der Haushälterin den Dämonenmächten ausgeliefert seien, und sie wollen die beiden warnen. Während Otho in der Klause bleibt, um die rituelle Verbrennung der Früchte ihrer Arbeit vorzubereiten, die auf diese Weise ins Überzeitliche hinübergerettet werden sollen, bricht der Erzähler auf Bitte des Paters in Jagdausrüstung auf, um Sunmyra zu unterstützen (Kap. 21). Belovar will ihn begleiten. Auf seinem Weidehof in der Campagna stellen sie einen Trupp zusammen und entfesseln, vom Autor in einer Hetzjagd-Metaphorik gestaltet, die Hunde des Krieges (eine Anspielung auf Shakespeares Drama Julius Cäsar) (Kap. 22). Nach einem Scharmützel am Waldrand (Kap. 23) stoßen sie vor Köppelsbleek auf stärkere Gegner mit ihren scharfen Hunden und dem schrecklichen Menschenjäger selbst (Kap. 24). Der Erzähler wird in seinem Jagdeifer, die Lieblingsdogge des Oberförsters zu erlegen, von seiner Gruppe getrennt und findet auf der Lichtung die auf Stangen gespießten Köpfe des Fürsten und Braquemarts. Das verklärte Antlitz Sunmyras rührt den Erzähler zu Tränen. Er schwört, in Zukunft lieber mit den Freien einsam fallen zu wollen, als mit den Knechten im Triumph zu gehen. Im Zustand der Trance birgt er das Fürstenhaupt in seiner Tasche. Mittlerweile sind seine Begleiter und ihre Hundemeute beim Gegenangriff des Oberförsters niedergemacht worden (Kap. 25).

### Die Eroberung der Marina und die Flucht nach Alta Plana
Auf dem Rückweg flieht er am verwüsteten Weidehof Belovars vorbei zu den Zinnen und blickt aus weiter Entfernung auf die brennende Marina: „Das Schauspiel dehnte sich in fürchterlicher Stille aus […]. Von allen Schrecken der Vernichtung stieg zu den Marmorklippen einzig der goldene Schimmer empor. So flammen ferne Welten zur Lust der Augen in der Schönheit des Untergangs auf.“ (Kap. 26) „Traumesstarr“ merkt er beim Abstieg zur Rautenklause, wie ihm die Bluthundemeute des Oberförsters im Nacken sitzt. Er scheint in den Garten zu schweben. Die Verfolger durchbrechen die Gartenpforte. Otho ist gerade dabei, das Herbarium, dessen Aufbau sie ihr Leben gewidmet haben, mit der bergkristallenen Lampe, in der die Kraft des Sonnenfeuers gespeichert ist, in Brand zu setzen, um sie noch vor der irdischen Zerstörung ins unvergängliche Reich des Geistes zu retten. Lampusa wendet sich bereits den neuen Herrschern zu. Da hilft dem Erzähler in dieser scheinbar ausweglosen Situation der Knabe Erio als Deus ex machina, indem er die Angreifer mit einem magischen Giftschlangen-Angriff vernichtet. Danach winkt er lächelnd zum Abschied und verschwindet mit seiner Großmutter hinter dem Tor, das die in den Felsen gehauene Küche abschließt. Damit ist der Bann, der auf dem Erzähler lastet, gebrochen und er fühlt sich wieder frei (Kap. 27). Die Brüder verlassen das Haus, blicken zurück zum brennenden Giebel der Klause („Es wird kein Haus gebaut, kein Plan geschaffen, in welchem nicht der Untergang als Grundstein steht, und nicht in unseren Werken ruht, was unvergänglich in uns lebt.“) und eilen vorbei am einstürzenden Kloster zum Hafen der Stadt, in der bereits das Banner des Oberförsters weht (Kap. 28). Dank ihrer Beziehungen aus Mauretanierzeiten zum neuen Statthalter Biedenhorn erhalten sie ein Schiff und setzen nach Alta Plana über (Kap. 29), wo sie von Freunden erwartet werden und eine neue Heimat finden (Kap. 30). Das Fürstenhaupt werden sie zunächst für eine Heldenfeier in die Stammburg der Sunmyras heimführen und dann in den Grundstein des neuen christlichen Doms der Marina einfügen.

## Deutung und Rezeption

### Ein Widerstandsbuch?
Jüngers Erzählwerk weist unverkennbare Realitätsbezüge auf: In der Figur seines Erzählers spiegeln sich viele autobiografische Details. Die Rautenklause korrespondiert mit der Weinberghütte bei Überlingen, in der er mit seinem Bruder Friedrich Georg, der als Otho unverkennbar bleibt, unmittelbar vor dem Beginn des Zweiten Weltkriegs lebte. Die unbestimmt im 19. Jahrhundert schwebende Große Marina östlich von Burgund und nördlich des Berglandes ist der Bodensee. Jünger lädt seine Leser ein, dieses Spiel der Parallelisierung so weit wie möglich zu treiben. Doch je weiter sich die Handlung von der Rautenklause entfernt, desto kräftiger fiktionalisiert Jünger seine Figuren. Seine zeitgenössische deutschsprachige Leserschaft musste sich weniger fragen, inwieweit dem jovialen, brutalen und heimtückischen „Oberförster“ Hermann Göring zum Modell gedient habe, als vielmehr, ob Hitler dem Vergleich mit dieser idealtypischen Figur gewachsen sei. Obwohl nach Jüngers Aussage auch Josef Stalin als Vorbild für den Oberförster hätte dienen können, hat er bestätigt, beim Schreiben an Hitler gedacht zu haben.
Zwar stellte der für die NS-Literaturkontrolle zuständige Reichsleiter Philipp Bouhler einen Antrag auf Indizierung der Marmorklippen, und Goebbels beantragte – wie Jünger später zugetragen wurde – die sofortige Inhaftierung des Autors und seine Einweisung in ein Konzentrationslager. Angeblich habe jedoch Hitler persönlich seine Hand über Jünger gehalten. Tatsache ist, dass ab 1942 für sein Buch in Deutschland kein Papier mehr genehmigt wurde. 1942 erschien aber auch das Buch in einer französischen Übersetzung von Henri Thomas. Jünger selbst wollte sein Werk im Nachhinein nicht ausschließlich als Widerstandsbuch verstanden wissen. „Den Schuh konnten und können sich manche anziehen“, notiert er 1946 in Die Hütte im Weinberg. Der Literaturwissenschaftler Erwin Rotermund deutet darauf hin, dass sich die NS-Literaturkontrolle ein Verbot des Buchs nicht leisten konnte, da dies in der Öffentlichkeit als Signal hätte verstanden werden können, dass sich einer der geistigen Wegbereiter des Regimes auf die Seite der Dissidenten geschlagen hatte.
Jünger ergänzte im Jahr 1972 das Erzählwerk durch eine Anmerkung, die seither Teil der vollständigen Ausgabe ist. Darin bezeichnet er die Person, die ihn zur Figur des Fürsten Sunmyra inspiriert habe, als den „später Hingerichteten“. Die beiden Begegnungen am Bodensee im Herbst 1938 seien über den Rahmen des Episodischen hinausgegangen. Die Vermutung, dass es sich dabei um den Widerstandskämpfer Adam von Trott zu Solz handele, wird durch Jüngers Tagebucheintrag vom 23. Februar 1943 erhärtet.

### Stellung im Gesamtwerk
Jüngers Anspruch, die Vorgänge in Deutschland nicht nur zu erfassen, sondern über sie hinauszuweisen, stellt die Marmorklippen in eine Reihe mit seinem 1932 veröffentlichten Essay Der Arbeiter.
In Jüngers 1949 erschienenem Roman Heliopolis finden sich einige Bezüge zu Auf den Marmorklippen. Zunächst spielt dort der Landvogt eine ganz ähnliche Rolle wie hier der Oberförster als Despot, der seine Macht mit Gewalt ausbaut. Mit dem Namen übernommen wurden die Mauretanier, wieder in ganz ähnlich zwielichtiger Rolle. Als direkte Anknüpfung hängt im Salon des „Jägervereins Orion“ in Heliopolis ein Bild des Oberförsters „im grünen, mit goldenen Ilexblättern bestickten Fracke“, was genau der Beschreibung des Oberförsters aus den Marmorklippen entspricht. (Illex bezeichnet im Lateinischen auch den oder die „Verführerin“, „Lockvogel“.)
Brandes sieht im Oberförster der „Marmorklippen“ einen Vorläufer des Försters Moosbrugger in der 1952 publizierten Erzählung „Die Eberjagd “.

### Rezeptionsgeschichte
Jüngers zu Beginn des Zweiten Weltkriegs veröffentlichtes Erzählwerk wurde sofort von eher konservativ gesinnten Oppositionellen als Erklärungsmuster des Nationalsozialismus rezipiert.
Diese Deutung löste nach 1945 lebhaften Streit aus. Bertolt Brecht sprach Jünger die Eigenschaft, ein Schriftsteller zu sein, rundheraus ab. Alfred Döblin zog es vor zu schweigen. Thomas Mann war zunächst unschlüssig, ob es sich nicht doch um ein Buch des Widerstandes handeln könne. Mit Erleichterung nahm er eine öffentliche Äußerung Jüngers zum Anlass, sich zu distanzieren.
In der Bonner Republik erlangten die Marmorklippen in den fünfziger Jahren vorübergehend den Rang der Schullektüre. Die Ablehnung aus journalistischer und fachgermanistischer Richtung nahm Mitte der sechziger Jahre erheblich zu. Zuletzt galt das Buch vielen nur noch als künstlerisch rückständiges Negativbeispiel ästhetischer und ideologischer Zustimmung zum Vernichtungswerk der Nationalsozialisten.
Diese Position vertrat auch Wolfgang Kaempfer noch im Jahr 1981. Nur im Zusammenhang mit der Ästhetik Jüngers ist die Erzählung bei Kaempfer erwähnt, um zu belegen, dass der Autor sich auf dieser Stufe seiner Entwicklung eine Erhabenheit über politische und moralische Bedenken verschaffen will, indem er die Vernichtung, wie sie im 26. Kapitel als Brand der Marina beschrieben ist, konsequent ästhetisiert.
Karl Heinz Bohrer hingegen gesteht dem Jünger der Marmorklippen in Die Ästhetik des Schreckens schon drei Jahre früher die Überwindung eines reinen Ästhetizismus zu. Im 11. Kapitel wird geschildert, wie die Mordknechte des Oberförsters in hasserfüllter Grausamkeit die schönen Perlenechsen lebendig häuten und nebenbei noch nach den letzten Resten der Freiheit fahnden – für Bohrer der Nachweis einer Ästhetik, die eine eindeutige moralische Position bezieht.

### Die Rezension von Helmuth Kiesel
Helmuth Kiesel stellt im Jahr 1989 bedauernd eine fehlende Auseinandersetzung Kaempfers mit Bohrers Moralitätsbehauptung fest. Für ihn bleibt zu diesem Zeitpunkt Auf den Marmorklippen ein „ethisches und ästhetisches Problembuch“.
Die Bezüge zum Dritten Reich betrachtet Kiesel als eindeutig gegeben. Was Jüngers geschichtsphilosophische Ambitionen angeht, räumt er Ähnlichkeiten zu der von Georges Bataille vertretenen Faschismustheorie ein. Er weist aber einschränkend darauf hin, dass Jünger jegliche Bezugnahme auf ökonomische Zusammenhänge fehle. Jüngers tiefe Einblicke in die Herrschaftspraxis der Nazis lobt er ausdrücklich. Mit der liebevollen Ausgestaltung der Figur des Oberförsters als mächtiger Gewalttäter wilhelminischer Prägung unterminiere er jedoch seinen Protest gegen Unrechtsherrschaft und Terroraktionen. Der Abschied vom Kriegerorden der Mauretanier ist nach Kiesel als klare Absage an die Vernichtungspläne der Nazis zu deuten. Allerdings müsse der aristokratische Anspruch der Rautenklausen-Brüder und die Berufung auf feudalistisch klingende Wertbegriffe heutigen Lesern überheblich und zugleich unverbindlich erscheinen. Jünger selbst hat 1972 in seinem Essay Philemon und Baucis die Angemessenheit seiner Darstellung der KZ-Sphäre als „vielleicht etwas zu rosig“ in Frage gestellt. Als nicht weniger problematisch wertet Kiesel die kalte Reaktion der Brüder auf den Anblick der Schinderhütte. In Jüngers damaligem Weltbild ist Kälte eine überlebensnotwendige Tugend. Die von Bohrer festgestellte Moralität ist daher auf ein kaltes Mitleid beschränkt, das sich an heimlichem Leibnizianismus tröstet. Mit dem traumartigen Trancezustand seines den Brand der Marina beobachtenden Erzählers stellt Jünger die durch den Ersten Weltkrieg anerzogene Disposition einer ganzen Zeitgenossenschaft präzise dar. Jedoch ist es genau diese Reaktionsweise, mit der Vernichtung ästhetisiert und genießbar gemacht werden kann. Die ethische Problematik der Erzählung liegt darin, dass sie das Vernichten-Wollen kritisiert, aber das Vernichtet-Werden ästhetisch verbrämt und als Voraussetzung einer neuen und höheren Schöpfung feiert. Diese Untergangsphilosophie bildet den Hintergrund für Jüngers Zurückhaltung gegenüber Widerstandsplänen oder gar der Idee eines Attentats auf Hitler. Kiesel zufolge sind die Marmorklippen das früheste und komplexeste Dokument der Bemühungen, diesen Attentatsverzicht zu rechtfertigen.

### Musikalische Umsetzung
Am 8. März 2002 wurde im Nationaltheater Mannheim die Oper Auf den Marmorklippen von Giorgio Battistelli (Libretto von Giorgio van Straten) uraufgeführt.

### Ausgaben
- Ernst Jünger: Auf den Marmorklippen. Hanseatische Verlagsanstalt, Hamburg 1939/1941.
- Ernst Jünger: Auf den Marmorklippen. Otto Reichl Verlag, Tübingen 1949.
- Ernst Jünger: Auf den Marmorklippen, in: Sämtliche Werke. Band 15. Erzählungen, S. 247–351, Klett-Cotta, Stuttgart 1978, ISBN 3-608-93485-5
- Ernst Jünger: Auf den Marmorklippen. Ullstein Verlag, Berlin 1994, ISBN 3-548-22947-6. archive.org

Die erste französische Ausgabe erschien 1942: Sur les falaises de marbre, übersetzt von Henri Thomas, Paris, Gallimard, coll. « Blanche », 1942.
In einer Auflage von 250 nummerierten und vom Autor signierten Exemplaren erschien eine von Carl Keidel buchkünstlerisch gestaltete Ausgabe mit zehn signierten Original-Radierungen von Hans Fronius.

### Sekundärliteratur
- Helmuth Kiesel: Ernst Jüngers Marmor-Klippen, Renommier- und Problembuch der 12 Jahre. In: Norbert Bachleitner, Christian Begemann u. a. (Hrsg.): Internationales Archiv für Sozialgeschichte der deutschen Literatur. Jg. 1989, Bd. 14, H1. Max Niemeyer Verlag, Tübingen, ISSN 0340-4528, S. 126–164.
- Hartmut Sommer: Das Unzerstörbare im Geistigen – Ernst Jünger: Das Wäldchen 125 bei Arras und die 'Marmorklippen' am Bodensee, in: Revolte und Waldgang – Die Dichterphilosophen des 20. Jahrhunderts, Darmstadt: Lambert Schneider, 2011, ISBN 978-3-650-22170-4.
- Alexander Martin Pfleger: „Gerhart Hauptmanns Besuch auf den Marmorklippen. Die Anstreichungen in Gerhart Hauptmanns Leseexemplar von Ernst Jüngers Auf den Marmorklippen im Kontext des Hauptmann’schen Spätwerks.“ In: KUCZYNSKI, Krzysztof A. (Hrsg.): Carl-und-Gerhart-Hauptmann-Jahrbuch, Band III. Wissenschaftlicher Verlag der Staatlichen Fachhochschule in Plock. Plock 2008, ISSN 1641-9839. S. 75–112.
- Ehrke-Rotermund, Heidrun und Rotermund, Erwin: Zwischenreiche und Gegenwelten. Texte und Vorstudien zur ʻVerdeckten Schreibweiseʼ im „Dritten Reich“, München 1999, S. 315–393.
- Gutmann, Hermann J.: Politische Parabel und mythisches Modell: Ernst Jüngers „Auf den Marmorklippen“. In: Colloquia Germanica 20 (1987), S. 53–72.
- Hohendahl, Peter Uwe: Erfundene Welten. Relektüren zu Form und Zeitstruktur in Ernst Jüngers erzählender Prosa, München 2013, S. 26–47.
- Schöning, Matthias: Auf den Marmor-Klippen (1939). In: Ernst Jünger-Handbuch. Hg. von Matthias Schöning, Stuttgart; Weimar 2014, S. 138–151.
- Segeberg, Harro: Prosa der Apokalypse im Medienzeitalter. Der Essay Über den Schmerz (1934) und der Roman Auf den Marmor-Klippen (1939). In: Ernst Jünger im 20. Jahrhundert. Hg. von Hans-Harald Müller und Harro Segeberg, München 1995, S. 97–124.
- Van Hoorn, Tanja: Naturgeschichte in der ästhetischen Moderne. Max Ernst; Ernst Jünger; Ror Wolf; W.G. Sebald, Göttingen 2016.